# As-Suwayda
As-Suwayda (àrab: السويداء, as-Suwaydāʾ), també escrit Souaida, Soueida, Soueïda, Sweida o Soueïde, és una ciutat principalment drussa al sud-oest de Síria, a prop de la frontera amb Jordània.
És la capital de la governació d'As-Suwayda, una de les 14 governacions de Síria a la frontera de Jordània al sud i les governacions de Daraa a l'oest i de Rif Dimaxq a nord i l'est.

## Demografia i població
Els habitants de la ciutat són principalment drusos amb una destacada minoria cristiana ortodoxa grega.
La població de la ciutat era de 73.641 al cens de 2004.

## Història

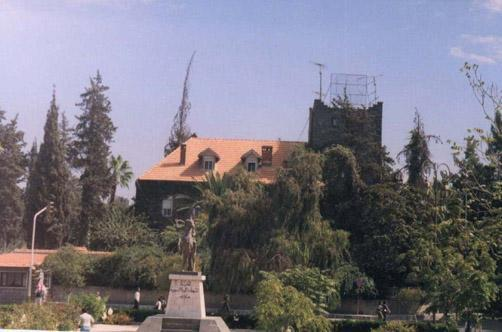
Soueida, plaça de la vila

La ciutat va ser fundada pels nabateus com Suada. Va ser coneguda com a Dionysias (grec: Διονύσιας) en l'època hel·lenística i romana vegades, derivat de Dionís el déu del vi, ja que la ciutat està situada en una antiga i famosa regió vinícola.
El nom Dionysias va substituir l'antic nom nabateu de Suada el 149 dC després que la influència nabatea va disminuir i després es va concentrar més al sud, com a resultat de l'acceleració de la hel·lenització de Celesíria en aquell temps moment.
Dionysias va ser part de l'antiga província d'Aràbia Pètria, i va rebre els drets de civitas sota el regnat de Còmode entre 180-185.
Dionisi va ser adorat en el mateix temple nabateu dedicat a Dushara. Aquesta pràctica d'associar el culte local i els déus hel·lenístics era comuna en la Síria hel·lenística.
Aquest nom es va mantenir en ús durant el període romà d'Orient, quan la ciutat estava sota la influència dels ghassànides; Dionysias llavors era una diòcesi com a sufragània de Bosrà. Es va esmentar en el Synecdemus de Hièrocles. Després de les conquestes àrabs es va convertir en seu titular.
Yaqut al-Hamawi assenyalava el 1220 que As-Suwaida era "un poble de la província d'Hauran".
A partir del segle xvi les ruines de la vila, anomenades aleshores Suwaida (francès Soueïda) diminutiu de Soada, foren reocupades pels druses. A la fin del XIX el poder otomà en va fer una capital provincial (del sandjak de l'Hauran) i les construccions oficials van provocar la destrucció de diversos monuments antics per reutilitzar els blocs.
En els darrers temps Dionysias va ser identificada per primera vegada amb Swayda per William Henry Waddington.
Sota el mandat francès, Soueïda va continuar desenvolupant-se com a capital provincial: el 1921 fou declarada capital de l'estat de Souaida, conegut com l'Hauran i més trad com Djebel Drus. La revolta drusa de 1925 va aturar un temps la progressió però va restar capital fins al 1942.
Soueïda és avui dia una vila important, capital de la governació (muhafazah) d'al-Suwayda coneguda també com a Djébel al-Arab. La població és de majoria drusa, amb una important minoria musulmana sunnita i una minoria cristiana.

## Arqueologia
Molts jaciments arqueològics es poden trobar a la part vella de la ciutat:
- Temple de Dionisi-Dushara: vuit columnes ben decorades del temple estan encara en peu.
- Basílica de Sant: va ser construïda en el segle v. Te elements d'arquitectura romana d'Orient, amb una abadia que l'envolta. La basílica va ser dedicada a Sant Sergi.

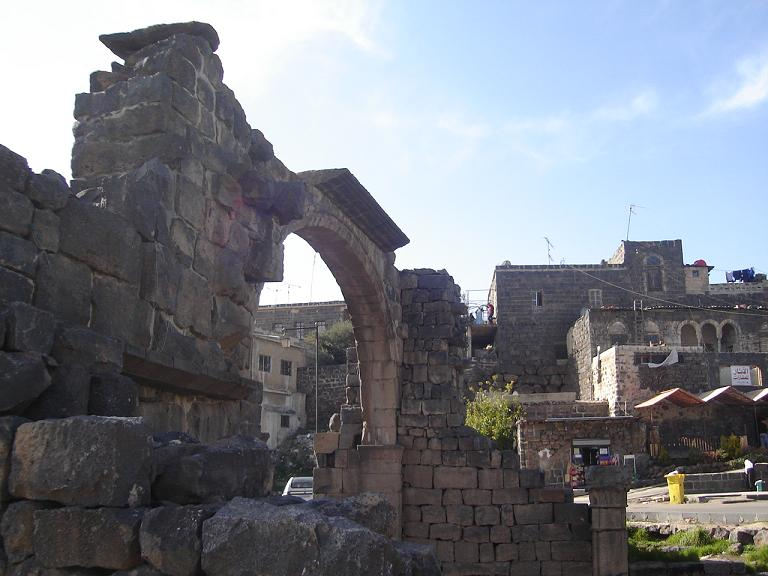
L'arc de l'església menor

- L'arc de l'església menor: l'església en si està en ruïnes. L'arc és encara de peu sent conegut localment com Al Mashnaqa (anglès: The Gallow) amb decoracions amb motius de raïms.
- L'amfiteatre: va ser descobert recentment, al sud de l'Àgora.

La ciutat té molts antics dipòsits, torres i antigues cases romanes que encara estan habitades pels locals.
Moltes parts de l'antiga ciutat encara estan per excavar com l'aqüeducte romà, un embassament cònic, i un amfiteatre romà més gran.